# أنطونيو كارلوس روي
أنطونيو كارلوس روي (بالبرتغالية: Antônio Carlos Roy) هو مدرب رياضي برازيلي، ولد في 21 يونيو 1970 في ساو غونسالو في البرازيل.